# بوب باك
بوب باك (بالإنجليزية: Bob Buck)‏ هو مقدم برامج إذاعية أمريكي، ولد في 1938، وتوفي في 22 يناير 1996.